# Mustapha Ben Jaafar
Mustapha Ben Jaafar ou Mustapha Ben Jaâfar (arabe : مصطفى بن جعفر), né le 8 décembre 1940 à Tunis, est un homme d'État tunisien.
Secrétaire général d'Ettakatol (Forum démocratique pour le travail et les libertés) dès sa fondation, en 1994, il est nommé, le 17 janvier 2011, ministre de la Santé dans le second gouvernement de Mohamed Ghannouchi, né de la révolution, mais démissionne quelques jours seulement après sa nomination.
Le 22 novembre 2011, il est élu à la présidence de l'Assemblée constituante, poste qu'il assure jusqu'au terme de ses travaux.

## Biographie

### Jeunesse
Ben Jaafar est né le 8 décembre 1940 dans le quartier tunisois de Bab Souika. Orphelin de père à cinq ans, ce sont ses cousins, qui militent au sein du Néo-Destour, qui l'initient à la cause nationaliste,. Après des études secondaires au Collège Sadiki, de 1950 à 1956, il rejoint quelques années plus tard le Néo-Destour, parti au pouvoir ; il milite également au sein de l'Union générale des étudiants de Tunisie alors qu'il étudie la médecine en France et ce jusqu'en 1968.

### Médecin
En 1978, il occupe le poste de professeur à la faculté de médecine de Tunis, tout en étant chef du service de radiologie à l'Institut Salah-Azaïz puis au CHU La Rabta à Tunis dès 1981. C'est dans ce contexte qu'il fonde le syndicat des médecins hospitalo-universitaires en 1977.
Pour des raisons politiques, il est muté dans un service de gynécologie où il occupe pendant cinq ans un petit bureau exigu, sans téléphone, sans secrétariat et sans aucune équipe de soutien.

### Vie privée
Marié à une Française, Ben Jaafar est père de trois garçons et d'une fille.

## Carrière politique

### Dissidence
Choqué par le limogeage du ministre Ahmed Ben Salah en 1969 puis par l'échec du congrès du parti au pouvoir (devenu entre-temps le Parti socialiste destourien) en 1970, Ben Jaafar rentré de France contacte des dissidents du parti, réunis autour d'Ahmed Mestiri, et participe à la fondation de l'hebdomadaire Erraï (L'Opinion) et du Conseil des libertés en 1976, ancêtre de la Ligue tunisienne des droits de l'homme (LTDH). Membre fondateur du Mouvement des démocrates socialistes en 1978, entré en conflit avec le patron du parti Mohamed Moada, Ben Jaafar et d'autres membres du bureau politique sont exclus à l'occasion du congrès organisé en 1992. Vice-président de la LTDH de 1986 à 1994, il fonde son propre parti, le Forum démocratique pour le travail et les libertés (FDTL), en 1994 et participe à la création du Conseil national pour les libertés en Tunisie quatre ans plus tard. Il est également le président honoraire de l'Internationale socialiste.

### Candidature présidentielle en 2009
Après la légalisation du FDTL en 2002, il parvient à organiser le congrès fondateur en 2009, quelques mois avant l'élection présidentielle du 25 octobre 2009 auquel il décide de se présenter.
Même si le président en place, Zine el-Abidine Ben Ali, semble assuré de remporter l'élection, Ben Jaafar déclare au journal Le Monde que « ne pas participer à ce scrutin, ce serait déserter ». Sa candidature est rejetée le 27 septembre par le Conseil constitutionnel au motif qu'il ne remplit pas la condition selon laquelle un candidat doit être le chef élu de sa formation pour au moins deux ans.

### Ministre de la Santé
Le 17 janvier 2011, il est nommé ministre de la Santé dans le gouvernement d'union nationale formé à la suite de la révolution tunisienne entraînant la chute et la fuite du président Ben Ali. Son secrétaire d'État est Lamine Moulahi.
Le lendemain, alors que le peuple tunisien manifeste son mécontentement contre la nomination de ministres issus du gouvernement déchu, il démissionne en signe de protestation contre le maintien d'éléments du parti au pouvoir ; il est remplacé lors du remaniement du 27 janvier.

### Président de l'Assemblée constituante
Le 23 octobre 2011, il est élu membre de l'Assemblée constituante dans la première circonscription de Tunis.

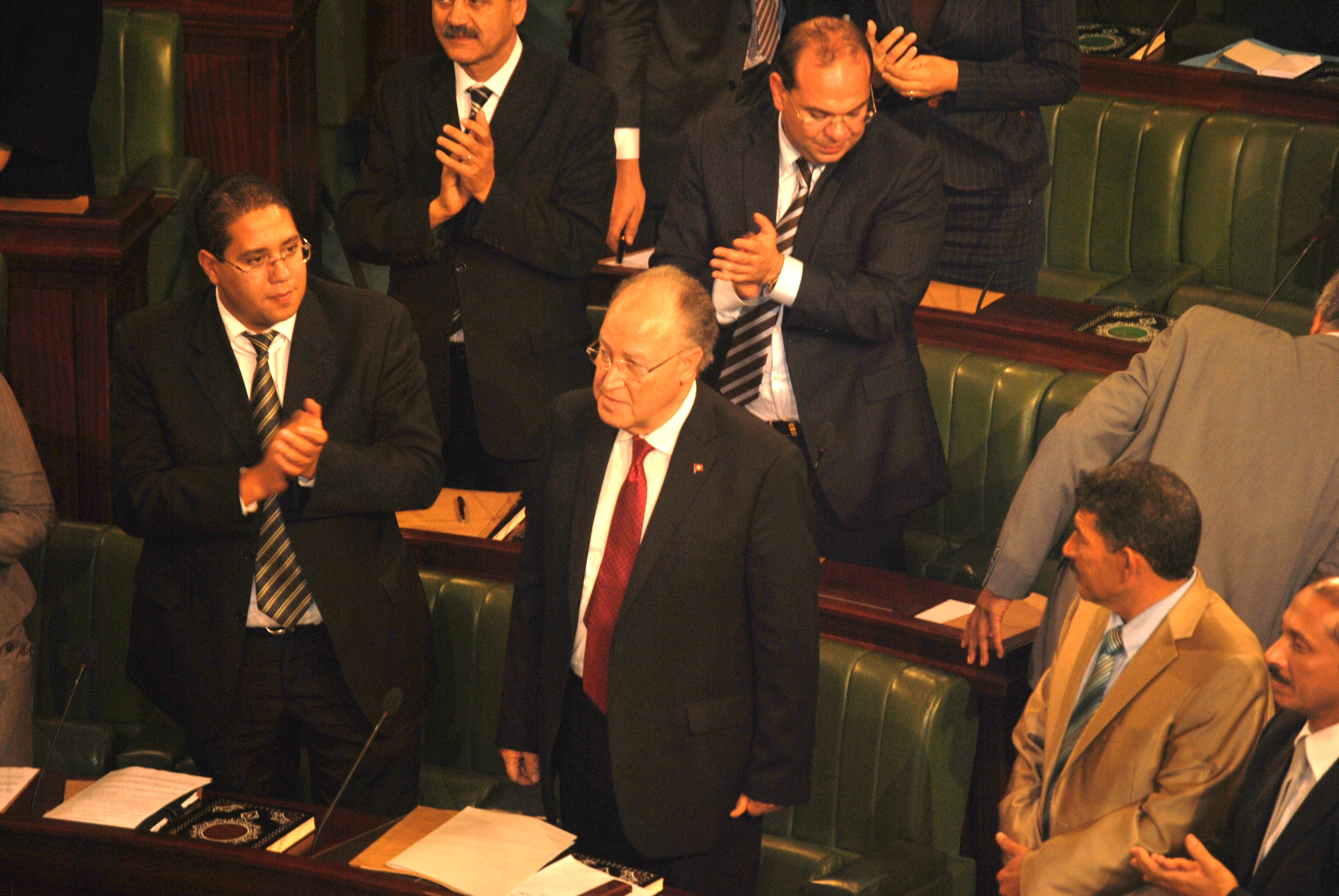
Ben Jaafar salué par les constituants après son élection à la présidence de l'Assemblée.

Le 22 novembre, il est élu président de l'Assemblée avec 145 voix contre 68 pour Maya Jribi.
Il prête serment et prononce un discours dans lequel il met en évidence la mission dévolue à l'Assemblée, plaidant en faveur de l'édification d'une IIe République qui consacre la justice sociale et protège les libertés publiques et individuelles.
Il affirme aussi que le mandat de l'Assemblée ne dépassera pas un an. Il est désigné, le 18 janvier 2012, pour présider la commission chargée de la rédaction de la constitution, après des débats et une volte-face de la part d'Ennahdha.
Le 1er septembre 2014, sa candidature est annoncée en vue de l'élection présidentielle du 23 novembre. Il remporte finalement 0,67 % des voix.
Le 7 septembre 2017, il annonce qu'il ne se représente pas à la tête du FDTL lors de son troisième congrès,.

### Distinctions
En 2000, il est nommé chevalier de l'ordre du 7-novembre. En 2014, en tant que président de l'Assemblée constituante, il est décoré des insignes de grand cordon de l'ordre tunisien du Mérite.

## Publications
- Un si long chemin vers la démocratie. Entretien avec Vincent Geisser, éd. Nirvana, Tunis, 2014[6].
- Tunisie dix ans et dans dix ans (ouvrage collectif), éd. Leaders, Tunis, 2021[17]